# 호박 (영화)
"호박"(일본어: カボチヤ 가보치야[*])은 1928년 8월 31일에 개봉되었던 일본의 유실 영화이다. 쇼치쿠가 제작과 배급을 맡았으며, 감독은 오즈 야스지로이고, 4:3 비율의 가로세로비를 갖춘 흑백, 무성 영화이다.
당시 쇼치쿠 가마타 촬영소의 소장이었던 기도 시로가 양산할 방침을 내놓은 단편 희극의 한 편으로 주인공 야마다 도스케가 전철을 타고 호박을 버리러 간다는 내용이다.
덴키관에서 처음 흥행했으며 같이 개봉한 작품은 야스다 노리쿠니의 "은뱀"과 노무라 호테이의 "여름날의 사랑"이었다. 하지만 현재 각본, 네거티브 필름, 상영용 프린트 등의 어느 자료도 현존하고 있지 않다.

## 평가
오즈는 해당 작품을 제작한 후로 연속성의 구성 방법을 이해했다고 회상하고 있었다. 공개 당시의 본작에 대해 기타가와 후유히코는, 슬랩 스틱 전문의 연출가 오쿠보 다다모토 아래의 오즈에게의 영향을 지적하고 있다.

## 주해
1. ↑  쇼치쿠 측은 2002년에 편집한 자료에 따라 43분으로 추정하고 있다.[2] 이것은 '1175미터'라고 하는 수치를 유성 영화의 표준의 24fps로 환산한 것이다. 따라서 무성 영화 표준의 18fps로 환산하면 57분이고, 16fps로 환산하면 64분이다.